# Consagració de Romà i Eudòxia

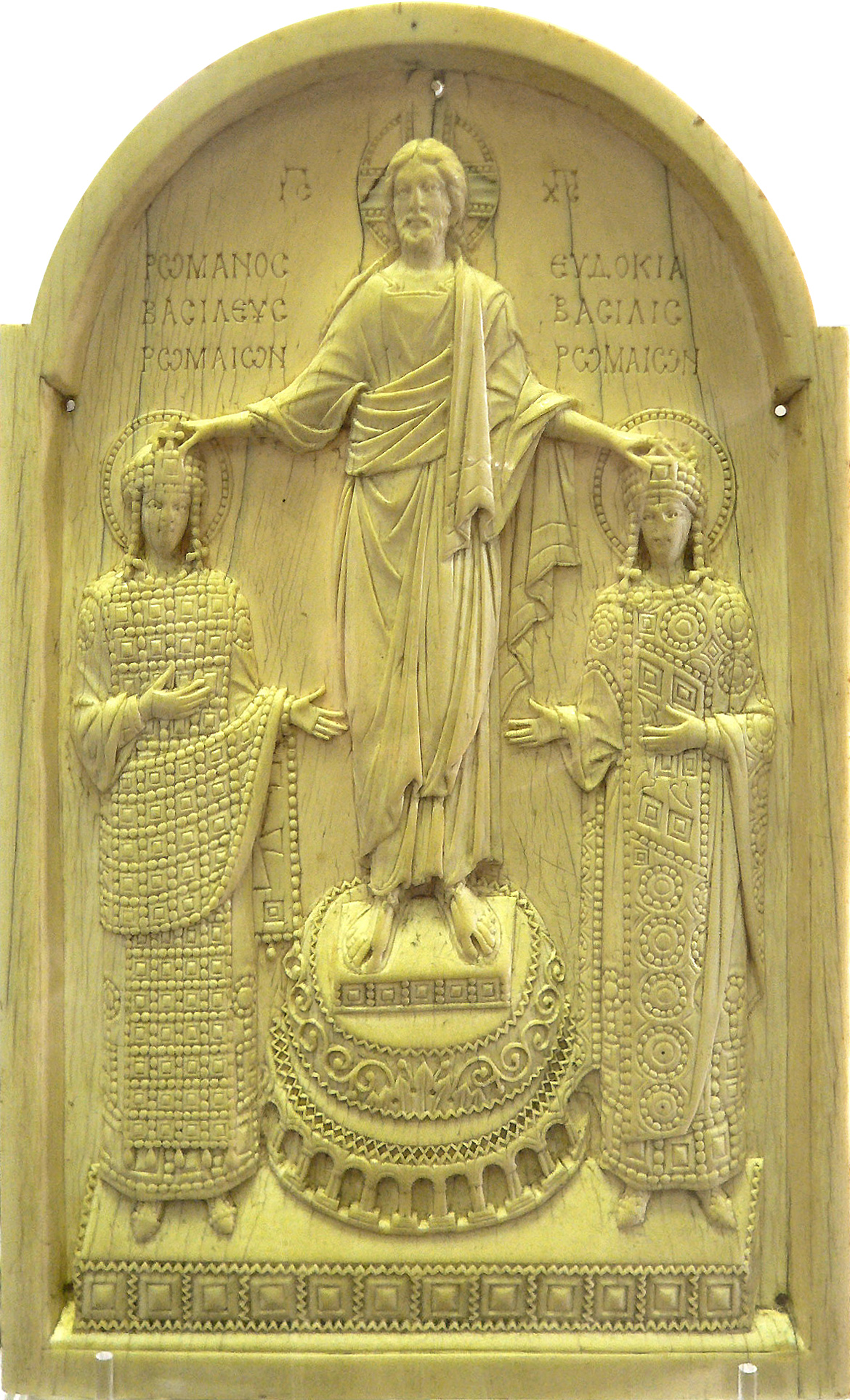
Ivori representant Crist beneint Romà i Eudòxia

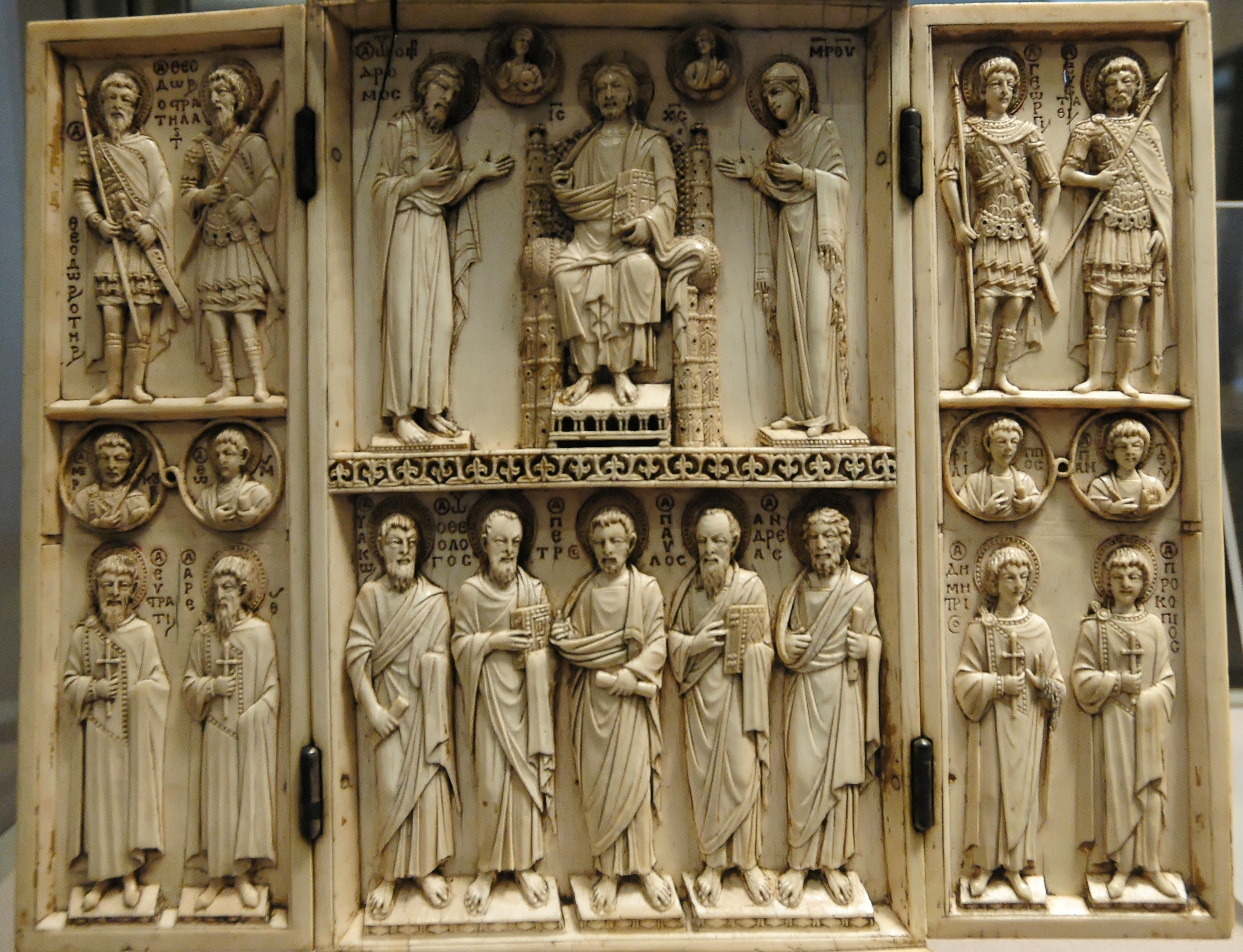
Tríptic Harbaville, 28 x 24 cm

La Consagració imperial de Romà i Eudòxia és un plafó amb relleu, tallat en ivori, procedent de l'Imperi Romà d'Orient. Fa 24,6 cm (al punt més alt) per 15,5 cm i 1,2 cm d'ample. Actualment, el plafó és a la Biblioteca Nacional de França de París.
Aquesta talla exemplifica un moment de l'art romà d'Orient en què es torna al culte de les imatges, després d'una època iconoclasta. Això provocà un renaixement de l'escultura, especialment en obres d'ivori i pedra.
Un exemple típic d'escultura romana d'Orient d'aquesta època són les tauletes de consagració imperial, amb un Crist sobre els caps coronats de l'emperador i l'emperadriu, que expressen l'origen diví de la reialesa, per això apareix Jesucrist beneint l'emperador i l'emperadriu. En aquest ivori cal destacar la perspectiva inversa en la tarima.

## Personatges representats
Les inscripcions proporcionen el nom de les figures de l'emperador Romà i la seua esposa Eudòxia, beneïts per Jesucrist. N'hi ha, però, dues parelles imperials que porten aquests noms i els estudiosos encara no s'han posat d'acord sobre quina n'és la representada. Primer, fins al 1926, es pensava que era Romà IV Diògenes i, per tant, es datà d'entre 1068 i 1071. Fins al 1926 es creia que representava la coronació o el matrimoni de Romà IV Diògenes i Eudòxia Macrembolitissa, sobretot per la inscripció per sobre del cap d'Eudòxia en què es pot llegir “Basilis Rhomaion”. Basilis (i Basilissa) era un títol usat sols per dones regents en nom dels seus fills menors, i ella ho era en el moment de casar-se amb Romà IV. El terme només l'usaren altres dues dones. La imatge d'aquesta doble coronació també s'utilitzà en segells i en l'encunyació del regne per promoure el poder d'Eudòxia i legitimar Romà IV com a emperador.
El descobriment al segle xx d'altres obres de relleu tallat dugué els investigadors a creure que en representa una parella anterior, Romà II, i se'n canvià la data a entre 945 i 949.
Els estudis contemporanis sobre aquesta peça afirmen que representa la coronació en Pasqua de 945 del jove emperador Romà II i la seua núvia Berta, una xiqueta encara, rebatejada com a Eudòxia en arribar a la cort. Basant-se que «als emperadors sempre se'ls mostra més o menys com eren», els estudiosos apunten al fet que el Romà representat en aquest ivori és imberbe i, per tant, era més probable que fos Romà II, que només tenia sis anys en el moment de la coronació, l'any 945. Per contra, el Romà IV posterior hauria tingut uns trenta anys i barba. Hi ha també alguna al·lusió a la figura d'Eudòxia amb «trets infantils». Els vestits de la parella també afavoreixen la teoria de Romà II, perquè duu la banda romana d'Orient brodada en or, mentre que Eudòxia porta una clàmide, i això significava que ella era inferior en rang a l'emperadriu més major, Helena. S'assumeix, per tant, que aquest és l'únic retrat imperial supervivent en què Crist està coronant un emperador i una emperadriu tan joves.

## Estil
Alguns estudiosos associen l'estil de l'ivori de Romà amb altres obres que sobreviuen de l'art romà d'Orient, datades amb més seguretat al segle x. Hi ha una placa d'ivori que forma part d'un epistolar manat fer per Sigebert, bisbe de Minden (1022-1036) i és part d'aquest grup. Cutler afirma «si... la part central del tríptic que s'havia portat a l'oest abans de la mort de Sigebert de Minden el 1036, es dedueix que l'ivori de Romà no podia haver-se realitzat en la segona meitat del segle xi». Això també encaixa amb el fet que el metall i l'esteatita es preferien a l'ivori en el segle xi. Actualment no hi ha documentada cap altra obra en què aparega una esposa d'un príncep hereu, ni un emperador jove sense el vell.
Altres historiadors, però, assenyalen que l'ivori recorda estilísticament més altres obres datades en la segona meitat del segle xi com el tríptic Harbaville i almenys altres dos tríptics de l'època romana d'Orient, i les talles del segle x eren més planes i menys fondes que en l'ivori de Romà. Els tipus de rostres i altres detalls estilístics es relacionen també amb les obres de finals del segle xi.